# Ambla (řeka)
Ambla (estonsky plným názvem Ambla jõgi, tedy "řeka Ambla" nebo "Ambelská řeka", někdy též Albu jõgi) je řeka na severu Estonska, pravý přítok Jägaly. Vytéká z Roosenského jezera v Pandiverské vysočině a vlévá se do Jägaly 66,1 km od jejího ústí.

## Popis toku

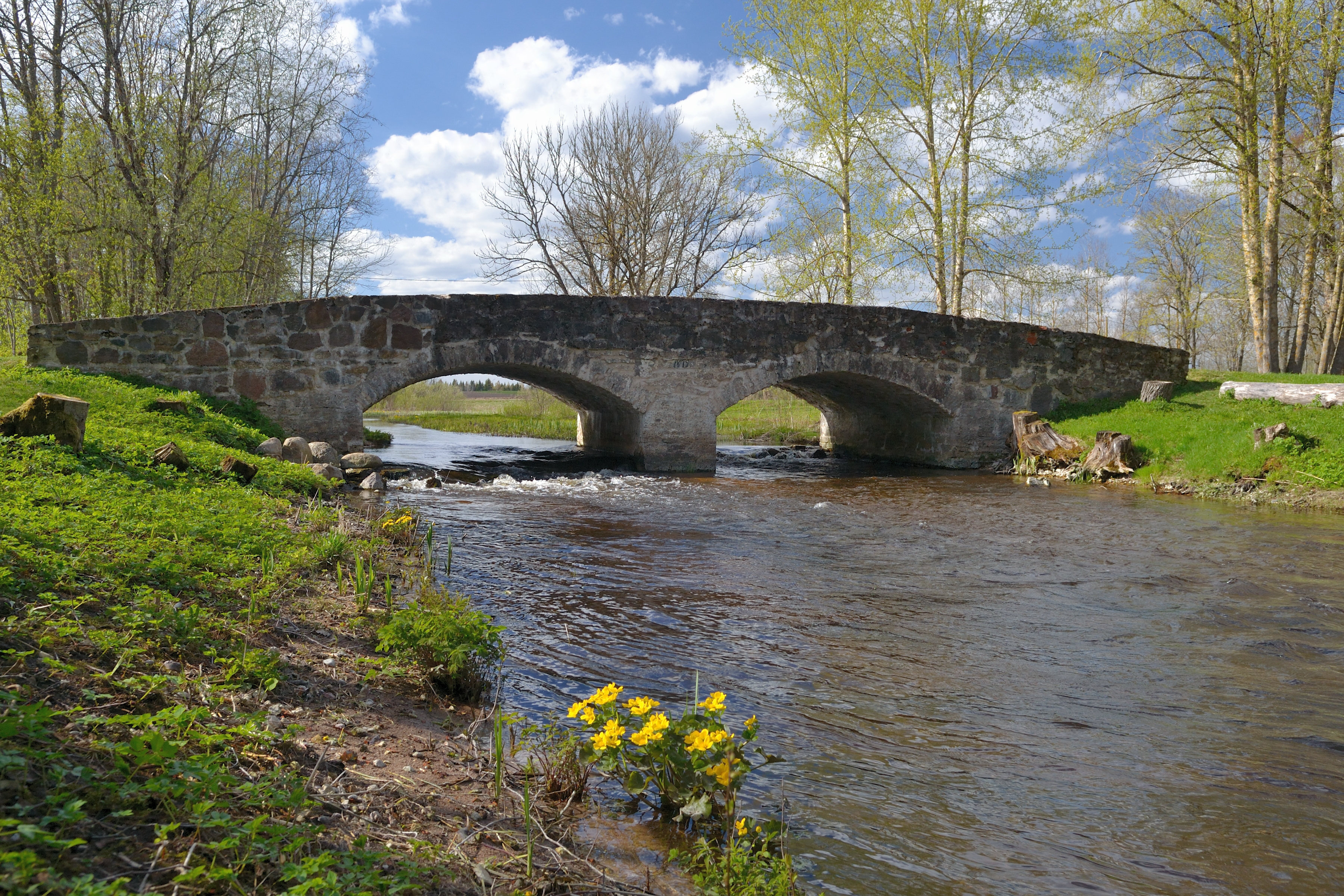
Kamenný most přes řeku Ambla, kulturní památka v okrese Järva

Roosenské neboli Vanaveské pramenné jezero, z něhož řeka vytéká, se nachází 3,7 km jihozápadně od městečka Ambla, pod svahem na jižním okraji močálu Jõgisoo. Tok nejprve míří na severozápad k Amble, klesaje z Pandiverské vysočiny do oblasti Kõrvemaa, protéká městečkem, stáčí se k západu až k jihozápadu, protéká Käravete a Albu a vlévá se do Jägaly 3,5 km západně od veteperské křižovatky.
Řeka je na většině svého toku regulovaná a hloubená, v Käravete se na ní nachází přehrada. Protéká zemědělsky využívanou krajinou, povětšinou přímo mezi poli. Jejími přítoky jsou jen odvodňovací příkopy a potoky; největším z nich je 18 km dlouhý Sääskülský potok, vlévající se do Ambly zleva přibližně v polovině cesty mezi Käravete a Albu.

## Ekologie toku
Původně byla Ambla na středním a dolním toku řekou pstruhovou, poskytující pstruhům říčním jak vhodné prostředí čisté vody bohaté na kyslík, tak potravu v podobě drobných korýšů, především blešivce obecného (gammarus pulex). Ke tření pstruhů docházelo zejména na středním toku v blízkosti Albu.
V 60. letech 20. století byla zničena třecí teritoria při umělém prohlubování řeky, k tomu se přidalo znečištění vody především hnojivy z okolních polí, vedoucí k nepřirozené eutrofizaci vody, což vedlo v celkovém výsledku k rychlému vymizení pstruhů. Při měření v roce 1991 bylo zjištěno vysoké znečištění dusíkatými látkami, vzrůstající směrem po proudu. Zoologický průzkum v roce 2003 zjistil na Amble poblíž Napu pouhých jedenáct taxonů, vůbec nejméně v povodí Jägaly, poblíž Sääsküly pak dvacet. Nejčastějšími živočichy se ukázaly být larvy pakomárů (chironomidae).